# Corral de Almaguer
Corral de Almaguer – miasto w południowo-wschodniej Hiszpanii, w regionie Kastylia-La Mancha, po obu brzegach rzeki Riánsares.